# Chantal Pontbriand
Chantal Pontbriand (née à Montréal en 1951) est une curatrice et critique d'art canadienne dont les œuvres explorent la mondialisation et l'hétérogénéité artistique. Elle a organisé plusieurs manifestations internationales d'art contemporain : expositions, festivals internationaux et conférences internationales, principalement dans la photographie, la vidéo, la performance, la danse et les installations multimédia.

## Carrière
Avec France Morin, Pontbriand est une des fondatrices de Parachute, revue d'art contemporain lancée en 1975. Elle y travaille en tant que rédactrice en chef jusqu'en 2007. Elle dirige également le FIND (Festival international de la nouvelle danse), organisme qui a été fondé en 1982 que Pontbriand dirigera jusqu'en 2003. Les deux institutions étaient basées à Montréal,.
Elle est nommée commissaire du pavillon du Canada à la Biennale de Venise en 1990. En 2010, elle devient responsable de la recherche et du développement d'expositions à la Tate Modern de Londres.
En 2013, Pontbriand a reçu le prix du Gouverneur général en arts visuels et en arts médiatiques. En 2014, elle a reçu un doctorat honorifique de l'Université Concordia, à Montréal ainsi que la distinction d'officier des arts et des lettres de France.
Le 22 octobre 2015, le Musée d'art contemporain canadien a nommé Pontbriand au poste nouvellement créé de directeur général. Pontbriand sera le conservateur fondateur de Demo-Graphics 1, un nouvel événement artistique international prévu dans la région de Toronto en 2017,. Le 23 juin 2016, huit mois après le début de son mandat, Pontbriand quitte son poste au musée, renommé Musée d'art contemporain de Toronto,.

## Expositions
- Voir les mots, j'entends des voix, Dora Garcia, La centrale électrique, Toronto.
- Mark Lewis ci-dessus et ci-dessous, Le Bal, Paris, 2015.
- Per / Form: Comment faire les choses avec [out] Words, CA2M, Madrid.
- Projet Yvonne Rainer, Jeu de Paume, Centre d'art de la Ferme du Buisson et Palais de Tokyo, Paris.
- Photographie réalisée: le corps comme archive, Centre de photographie d'Île-de-France (CPIF).
- Dora Garcia, des crimes et des rêves, Fonderie Darling, Montréal, 2014.
- Commandement des puissances supérieures, Collection Lhoist, 2010.
- HF | RG [Harun Farocki | Rodney Graham], Jeu de Paume, Paris 2009.

## Publications
- Mutations, Perspectives sur la photographie, Steidl / Paris Photo, 2011.
- Le contemporain, le commun: l'art dans un monde qui se globalise, Sternberg Press, Berlin, 2013.
- Per / Form: Comment faire les choses avec [out] Words, CA2M / Sternberg Press, Madrid / Berlin, 2014.
- Parachute: The Anthology, JRP / Ringier, Zurich, 2012-2015 (4 volumes).